# Gottlieb Konrad Christian Storr
Pour les articles homonymes, voir Storr.
Gottlieb Konrad Christian Storr est un médecin et un naturaliste wurtembergeois, né le 16 juin 1749 à Stuttgart et mort le 27 février 1821 à Tübingen.

## Biographie
Il fait des études de médecine à Tubingue et y obtient son titre de docteur en 1768.
En 1774, il enseigne la médecine, la chirurgie, la botanique et l'histoire naturelle à l'université de Tubingue.
Il se retire en 1801.
Il est l'auteur de nombreux travaux d'histoire naturelle et de médecine. Parmi ceux-ci, nous pouvons citer :
- 1780 : Ueber seine Bearbeitungsart der Naturgeschichte.
- 1780 : Prodromus methodi mammalium: Litteris Reissianis.
- 1784-1786 : Alpenreise.
- 1807 : Idea methodi fossilium.